# Robin Lässer

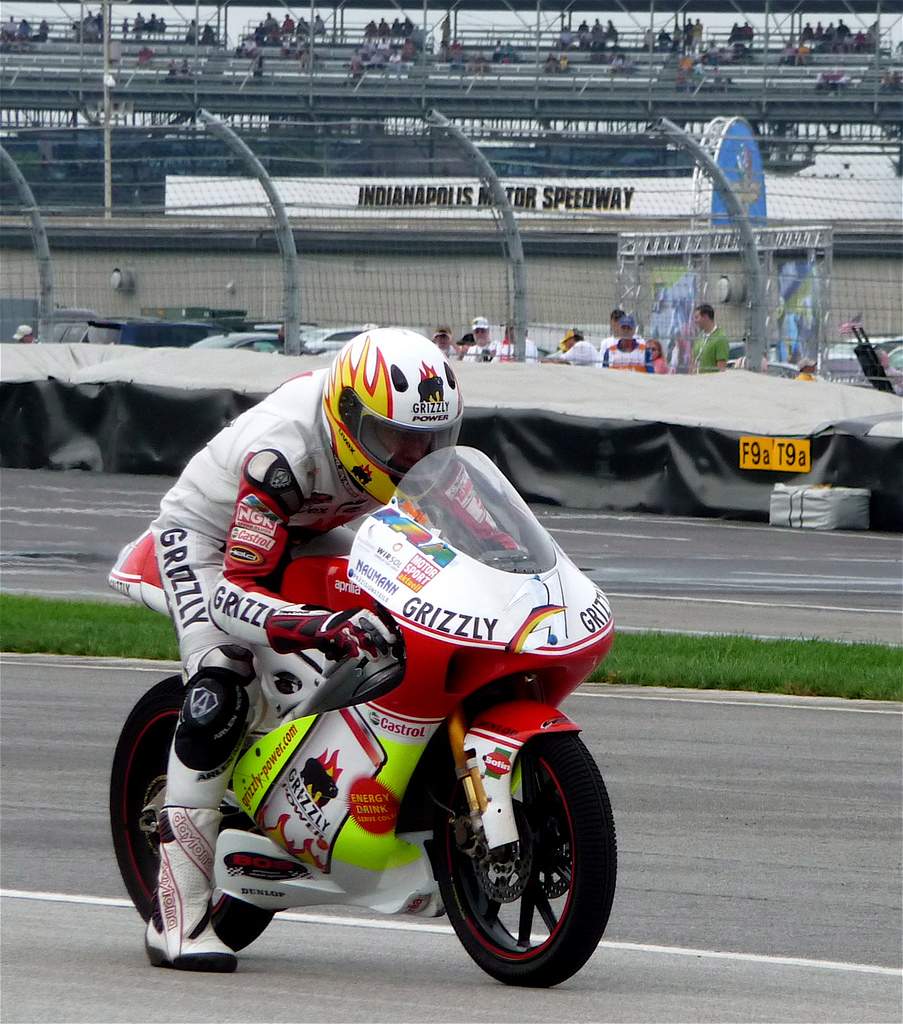
Robin Lässer 2008 beim Rennen auf dem Indianapolis Motor Speedway

Robin Lässer (* 12. Januar 1991 in Isny, Allgäu) ist ein ehemaliger deutscher Motorradrennfahrer.
In der Saison 2008 fuhr er im Grizzly-Gas-Kiefer-Racing-Team auf Aprilia in der 125-cm³-Klasse der Motorrad-Weltmeisterschaft. Seine Teamkollegen waren Stefan Bradl und Robert Mureșan aus Rumänien. In 15 GP-Einsätzen sammelte er zwei Punkte.

## Karriere
Robin Lässers erstes Motorrad war ein Polini-Pocket-Bike, mit dem er sein erstes Rennen bestritt. Er nahm dann ab 2003 beim ADAC Junior Cup teil, welchen er 2004 gewann. Für 2005 stieg er dann in die IDM-125ccm² auf. Im Nachwuchsteam von KTM wurde er in seiner ersten GP-Saison solider 10., im folgenden Jahr 2006 gewann er drei Rennen und wurde somit im Alter von 15 Jahren, knapp vor Dominique AegerterDeutscher Straßenmeister in der 125-cm³-Klasse. Lässer gab an, dass sein Vorbild im Motorradrennsport Valentino Rossi sei, als bevorzugte Rennstrecken nennt er den Sachsenring und das Autodromo Internazionale del Mugello.
Ohne Sponsorgeld gab es für 2009 keine Chance mehr, in der WM zu bleiben und so endete seine Motorrad-Karriere.

## Erfolge
- ADAC Junior Cup 2004 – Meister
- 2006 – Deutscher 125-cm³-Meister auf KTM